# Bristol (Washington)
Bristol az Amerikai Egyesült Államok északnyugati részén, Washington állam Kittitas megyéjében elhelyezkedő önkormányzat nélküli település.